# Champagne Piper-Heidsieck
Pour les articles homonymes, voir Piper et Heidsieck.
 (juin 2022).
Si vous disposez d'ouvrages ou d'articles de référence ou si vous connaissez des sites web de qualité traitant du thème abordé ici, merci de compléter l'article en donnant les références utiles à sa vérifiabilité et en les liant à la section « Notes et références ».
Piper-Heidsieck est une maison de Champagne fondée par Florens-Louis Heidsieck en 1785 à Reims. Piper-Heidsieck est acquise le 8 juillet 2011 par le groupe de luxe français EPI (Entreprise Patrimoniale d’Investissements) contrôlé par la famille Descours. La maison appartenait avant cela au groupe Rémy Cointreau depuis 1988.

## Histoire
Tout commence avec Florens-Louis Heidsieck. Né en 1749, ce fils d’un pasteur protestant de Westphalie s’installe comme drapier à Reims. Autodidacte et ambitieux, il crée une cuvée « digne d’une reine ». En 1785, il fonde la Maison de négoce de draps et de vins de Champagne Heidsieck & Cie. Devenant maître de son art, il a l’honneur de présenter lui-même son vin à la reine Marie-Antoinette.
À la mort de Florens-Louis Heidsieck, en 1828, Christian Heidsieck, son neveu, s’associe avec Henri-Guillaume Piper, un homme doué d’un prodigieux sens du commerce. Des archiducs d'Autriche aux empereurs de Chine, quatorze cours royales ou impériales lui accordent alors le privilège de « fournisseur patenté ». À travers le monde, toute la bonne société désire « le vin de Piper, élaboré par Heidsieck ». En 1835, Christian Heidsieck meurt et, en 1838, sa femme se remarie avec Henri-Guillaume Piper. Le nom Piper-Heidsieck est né.

Publicité pour le Sillery Mouss en 1882 pour l'Amérique du nord.

À la mort d’Henri-Guillaume Piper, en 1870, Jacques-Charles Théodore Kunkelmann, associé depuis 1851, prend les rênes de la Maison. En 1892, son fils, Ferdinand-Théodore, lui succède. Sa fille Yolande épouse en 1926 le marquis Jean de Suarez d’Aulan. Pionnier de l’aviation, cet homme extraordinaire entre en scène et assure la promotion de la Maison en parcourant le monde aux commandes de son propre appareil. Pendant la Seconde Guerre mondiale, infatigable homme d’action, il accepte de cacher dans ses caves des armes qui doivent servir la Résistance champenoise. La veille de son arrestation par la Gestapo, il s’enfuit en Afrique du Nord, devient pilote de chasse dans la célèbre escadrille La Fayette et meurt au combat en 1944. La Maison Piper-Heidsieck est placée sous séquestre par l’occupant. Elle aurait sans doute périclité à la Libération si elle n’avait été brillamment relancée par Yolande Kunkelmann d'Aulan, secondée par le général baron d’Alès, avec qui elle se remarie en 1945.
François d’Aulan, le fils aîné du marquis Jean de Suarez d’Aulan et de Yolande Kunkelmann, lui succède en 1957. Il assure pendant trente-trois ans la présidence des Champagnes Piper-Heidsieck. Il concilie alors impératif de développement et pérennité familiale. En 1988, il cède le flambeau à la famille Hériard-Dubreuil. La holding familiale EPI, spécialisée dans les secteurs des vins et du luxe et dirigée par Christopher Descours, acquiert l'entreprise en 2011.
En 2002, Regis Camus reprend l'élaboration des vins de la Maison Piper-Heidsieck en tant que chef de cave pendant plus de 16 ans. Il cédera sa place à Emilien Boutillat en 2018 qui devient à ce jour le plus jeune chef de cave d'une grande Maison de champagne à 31 ans.
En juillet 2022, la Maison obtient la certification B Corp.

### La Haute couture
En 1999 et 2011, Jean-Paul Gaultier habille les bouteilles Piper-Heidsieck d'un corset rouge et d'un bas résille pour une édition limitée. Cette collaboration continue avec le duo avant-gardiste Viktor & Rolf en 2007, puis en 2009 avec le créateur Christian Louboutin.

## Cuvées

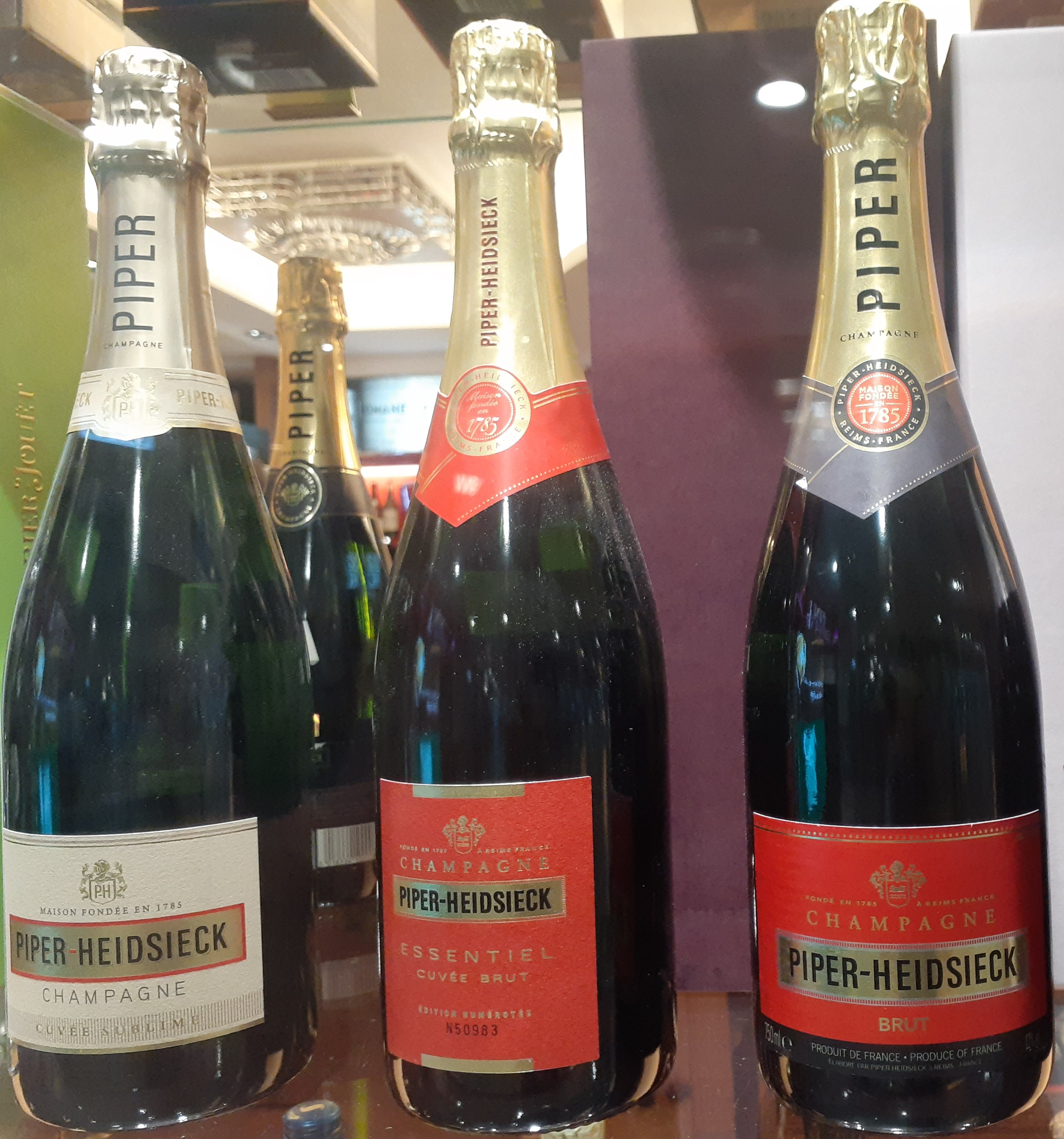
Cuvée Sublime, Essentiel Brut et Brut.

- Cuvée Brut
- Essentiel Extra Brut
- Essentiel Blanc de Blancs
- Essentiel Blanc de Noirs
- Cuvée Sublime
- Rosé Sauvage
- Vintage 2008 / 2012 / 2014
- Hors-Série 1971
- Hors-Série 1982

## Historique des bâtiments et des caves
En 2008, l'architecte Jacques Ferrier réalise le nouveau siège de la Maison à Reims. Cet établissement se distingue par un revêtement métallique sous forme de résille, signature de l'architecte s'inspirant ainsi des bulles de champagnes.

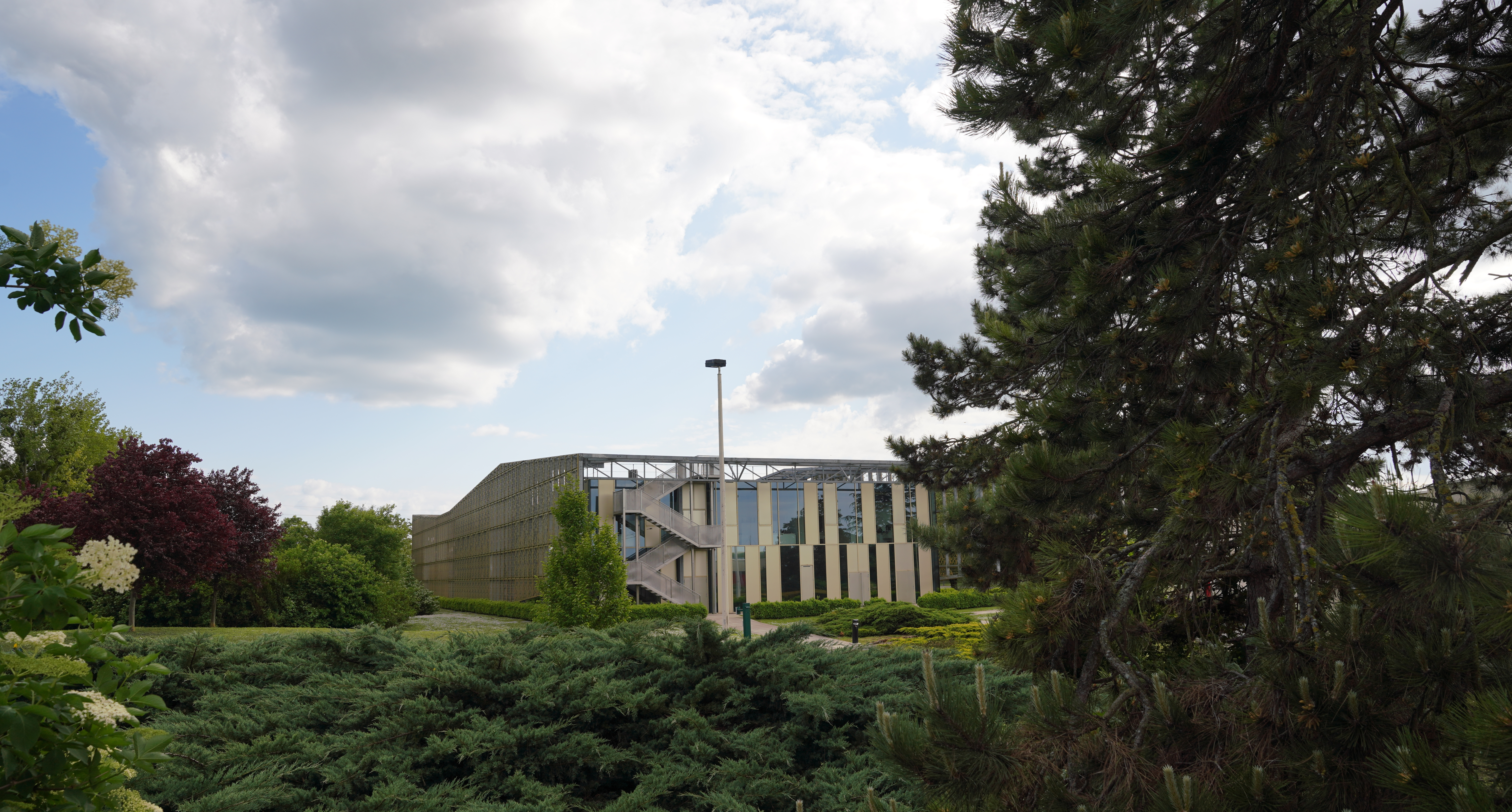
Siège social.
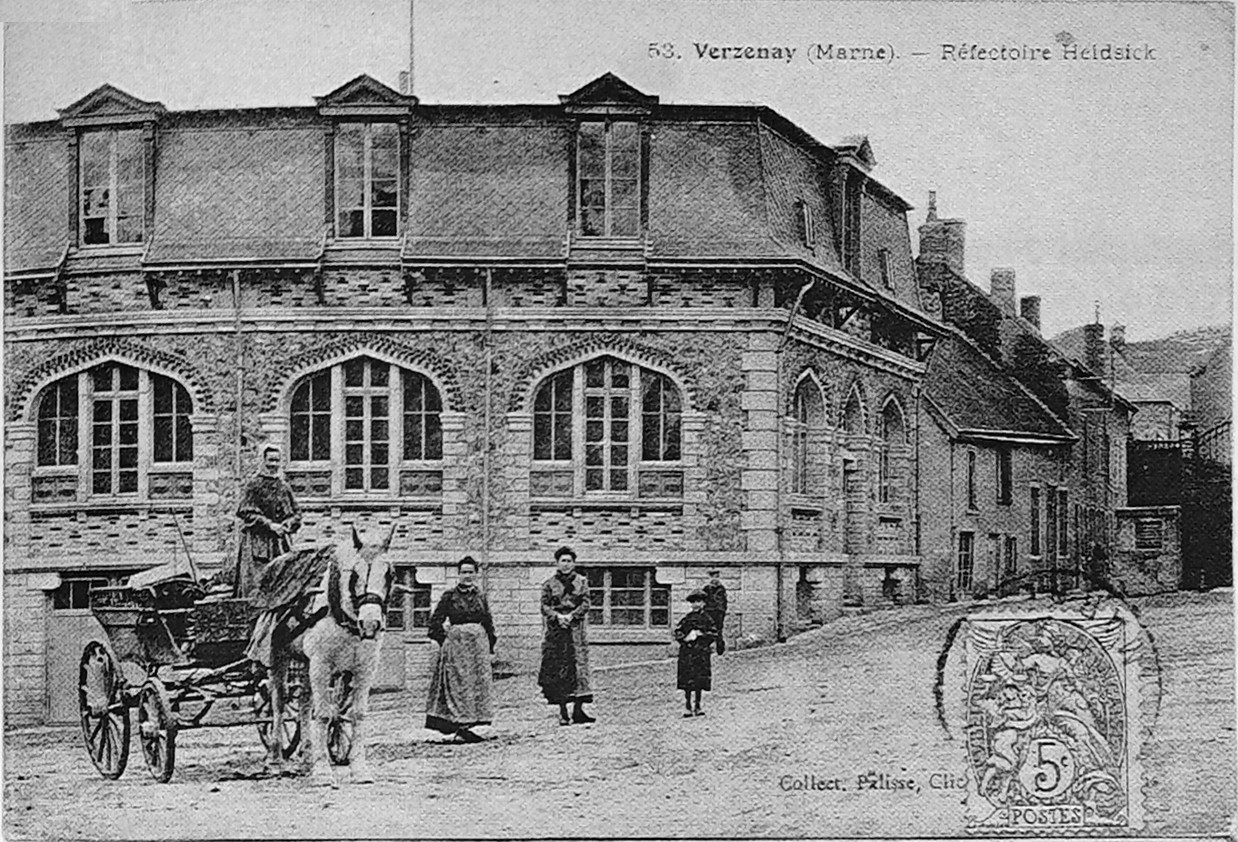
Anciens réfectoires Heidsieck à Verzenay.
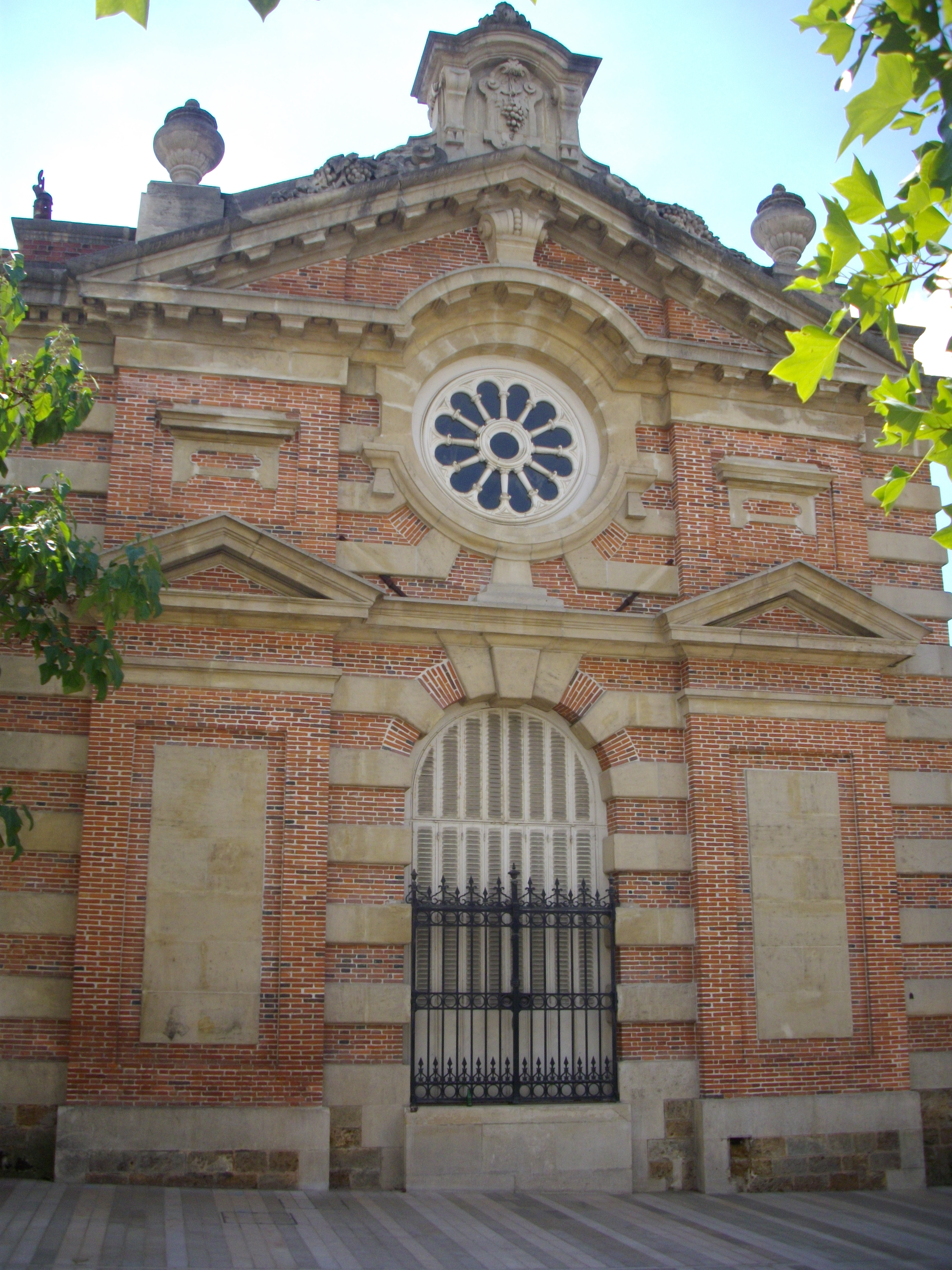
Bâtiments des caves Piper de 1810 à 1899 de l'Avenue de Champagne.

Le domaine viticole de Piper-Heidsieck s'étend sur plus de 65 ha, la Maison s'approvisionne auprès de 240 vignerons partenaires, répartis sur plus de 110 crus. En 1995, la cuverie est inaugurée avec plus de 200 cuves.

## Dans la culture populaire
En 1933, la Maison Piper-Heidsieck fait sa première apparition sur grand écran dans le film Les Compagnons de la nouba de Laurel et Hardy. Ce lien avec le cinéma se perpétue en 1953 avec Marilyn Monroe qui déclarera son affection pour la marque dans une interview avec la presse.
Depuis 1993, Piper-Heidsieck fournit les plus grands festivals du cinéma dans le monde, notamment le Festival de Cannes et les Oscars jusqu'en 2020. La Maison Piper-Heidsieck entretient sa relation avec le cinéma, et devient depuis 2008 mécène de la cinémathèque française. Elle a entre autres participé au financement de la restauration du film "L'Age d'Or" de Luis Bunuel. Aujourd'hui, la Maison s'associe avec de nouveaux festivals valorisant l'inclusion, tel que l'Independant Film Spirit Awards.
Piper-Heidsieck est le fournisseur de plusieurs évènements et cérémonies dans le monde comme l'Open d'Australie, le Ballon d'Or depuis 2019 et le Rolex Paris Master depuis 2021.